# Joseph Wheeler
Joseph "Fighting Joe" Wheeler (10 september 1836 – 25 januari 1906) was een Amerikaans militair en politicus. Tijdens de Amerikaanse Burgeroorlog was hij de belangrijkste cavaleriegeneraal in het Army of Tennessee en vocht mee in de meeste veldslagen aan het westelijke front. Rond de eeuwwisseling diende hij in het United States Army als generaal-majoor en vocht mee in de Spaans-Amerikaanse Oorlog en Filipijns-Amerikaanse Oorlog.
Tussen de oorlogen door zetelde Wheeler in het Huis van Afgevaardigden voor de Democratische Partij.

## Vroege jaren

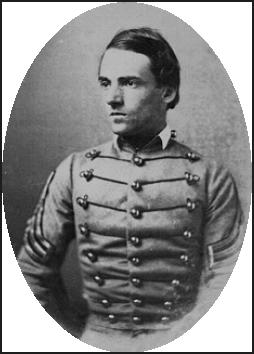
Wheeler als kadet in West Point

Wheeler werd geboren op 10 september 1836 in Augusta, Georgia. Hij was de zoon van Joseph Wheeler senior en Julia Knox Hull Wheeler. Zijn grootvader was brigadegeneraal William Hull, een veteraan van de Amerikaanse Onafhankelijkheidsoorlog. Tijdens zijn jeugd woonde hij een half jaar bij zijn ouders in Georgia en de andere zes maanden bij familie in Derby, Connecticut.
Wheeler werd in juli 1854 toegelaten tot de United States Military Academy in West Point. Hij haalde net de minimumlengte om toegelaten te worden. Op 1 juli 1859 studeerde hij af als negentiende in een klas van 22 kadetten. Hij werd benoemd tot gebrevetteerd tweede luitenant bij de 1st U.S. Dragoons. Wheeler volgde lessen aan de U.S. Army Cavalry School in Carlisle, Pennsylvania. Daarna werd hij op 26 juni 1860 overgeplaatst naar de Regiment of Mounted Rifles in New Mexicoterritorium. Tijdens zijn diensttijd in New Mexico kreeg hij de bijnaam "Fighting Joe" na gevechten met inheemse Amerikanen. Hij werd op 1 september 1860 bevorderd tot tweede luitenant.

## Amerikaanse Burgeroorlog
Nog voor de Amerikaanse Burgeroorlog in alle hevigheid uitbrak, trad Wheeler op 16 maart 1861 toe tot het Confederate States Army. Hij werd benoemd tot eerste luitenant in het Georgia state militia artillery. Zijn eenheid werd gekazerneerd in Fort Barrancas voor de kust van Pensacola, Florida. Zijn ontslag uit het United States Army werd goedgekeurd op 22 april 1861. Hij werd naar  Huntsville, Alabama gestuurd om het bevel op zich te nemen van het pas opgerichte 19th Alabama Infantry Regiment en werd op 4 september 1861 tot kolonel bevorderd.
Samen met zijn regiment vocht hij onder generaal-majoor Braxton Bragg  in april 1862 tijdens de Slag bij Shiloh. Tijdens het daaropvolgende Beleg van Corinth raakte Wheelers regiment geregeld slaags met Noordelijke patrouilles. Als plaatsvervangende brigadecommandant was hij verantwoordelijk voor het verbranden van de bruggen over de Tuscumbia River toen het Zuidelijke leger zich terugtrok uit Corinth richting Tupelo, Mississippi.

### Centraal Tennessee
In september 1862 werd Wheeler overgeplaatst naar het Army of Mississippi waar hij het bevel kreeg over een 2nd Cavalry Brigade van de linkervleugel. Tijdens de Kentuckyveldtocht vocht hij regelmatig schermutselingen uit met het Noordelijke leger. Toen brigadegeneraal Nathan Bedford Forrest naar Murfreesboro werd gestuurd om een nieuwe brigade te rekruteren, werden de meeste van zijn oude cavaleristen bij Wheeler ingedeeld. Wheeler nam deel aan de Slag bij Perryville op 8 oktober en vormde de achterhoede toen het Zuidelijke leger zich terugtrok. Hij werd op 30 oktober tot brigadegeneraal bevorderd en kreeg alle cavalerie van het Second Corps van het Army of Tennessee onder zijn bevel. Op 27 november raakte hij gewond tijdens een schermutseling bij La Vergne toen een kanonskogel vlak bij hem insloeg.
In december 1862 rukte het Noordelijke Army of the Cumberland op vanuit Nashville om Braggs leger te verslaan. Wheeler, die nu alle cavalerie van het leger onder zijn bevel had staan, vocht verschillende schermutselingen uit om de Noordelijke opmars te vertragen. Hij viel ook de Noordelijke achterhoede aan en vernietigde honderden huifkarren met voorraden en nam 700 soldaten gevangen. Toen het Zuidelijke leger zich na de Slag bij Stones River terugtrok naar de Duck River voerde Wheeler opnieuw een aanval uit op de communicatielijnen van de Noordelijken. Bij Harpeth Shoals vernietigde hij op 12 en 13 januari drie stoomboten en nam hij 400 soldaten gevangen. Als beloning werd Wheeler op 20 januari 1863 bevorderd tot generaal-majoor.
Wheeler en Forrest vielen samen Fort Donelson aan op 3 februari 1863. Het kleine Noordelijke garnizoen kon hun aanval afslaan. Forrest, die geen hoge pet ophad van Wheeler, zei: "Vertel generaal Bragg maar dat ik liever tussen zes planken lig dan ik ooit nog onder jouw bevel zou vechten." Tijdens de Tullahomaveldtocht hield Bragg zijn twee generaals uit elkaar door Wheeler de rechterflank van het leger te laten bewaken en Bedford de rechterflank te laten bewaken. Toen een Noordelijke cavalerie-eenheid Wheeler en 50 van zijn soldaten klem zette bij Shelbyville te noorden van de Duck River, sprong hij met zijn paard in de rivier om zo te ontsnappen.

### Chickamauga en Chattanooga

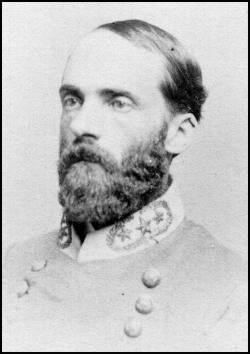
Joseph Wheeler tijdens de burgeroorlog

Tijdens de Slag bij Chickamauga bewaakte Wheelers cavalerie de linkerflank van het Zuidelijke leger. Terwijl het verslagen Noordelijke leger zich hergroepeerde in Chattanooga stuurde Bragg Wheeler op een raid naar centraal Tennessee om spoorwegen en Noordelijke voorraden te vernietigen. Bij een aanval op Anderson's Cross Roads op 2 oktober vernietigde Wheeler 700 Noordelijke huifkarren met voorraden die op weg waren naar Chattanooga. Achternagezeten door Noordelijke cavalerie nam bij in  McMinnville nog eens 600 man gevangen en bracht in Murfreesboro en Farmington nog meer schade toe de Noordelijke bevoorrading. Op 9 oktober stak hij de Tennessee over bij Muscle Shoals en was hij opnieuw achter zijn eigen linies. Door deze raid en de ondersteuning die Wheeler bood aan de Knoxvilleveldtocht van luitenant-generaal James Longstreet speelde Wheeler geen verdere rol in de Chattanoogaveldtocht. Na de Noordelijke doorbraak bij Missionary Ridge op 25 november vormde Wheelers cavalerie de achterhoede die de Zuidelijke terugtocht dekte. Wheeler raakte op 27 november gewond aan zijn voet tijdens de Slag bij Ringgold Gap.

### Georgia, North en South Carolina
Tijdens de Atlantaveldtocht, waarbij de Noordelijke generaal-majoor William T. Sherman het Army of Tennessee onder leiding van generaal Joseph E. Johnston probeerde te vernietigen en Atlanta probeerde in te nemen, schermde Wheelers cavalerie de flanken af. Sherman stuurde in juli 1864 twee grote cavalerie-eenheden erop uit om de spoorwegen rond Atlanta te vernietigen om de stad tot overgave te dwingen. Met minder dan 5.000 cavaleristen versloeg Wheeler de vijandelijke eenheden en nam hierbij generaal-majoor George Stoneman gevangen. Stoneman was de hoogste in rang die tijdens de oorlog werd gevangen genomen. Daarna stak Wheeler de Chattahoochee over om zelf een aanval uit te voeren op de Noordelijke bevoorradingslijnen. Wheelers manschappen namen Dalton in Georgia in maar slaagden er niet in om het garnizoen tot overgave te dwingen. De Zuidelijken reden door naar oostelijk Tennessee en staken de Tennessee over ten noorden van Knoxville. Ze rukten verder op in westelijke richting en brachten lichte schade toe aan de Nashville and Chattanooga Railroad. Ze draaiden af in zuidelijke richting naar Franklin, Tennessee en staken opnieuw de Tennessee over bij Tuscumbia, Alabama. Deze raid bracht de Zuidelijken bitter weinig op. Ze hadden weinig schade kunnen aanbrengen en luitenant-generaal John Bell Hood, de nieuwe bevelhebber van het Army of Tennessee had geen cavalerie om te achterhalen waar de vijand zich ophield waardoor hij de Slag bij Jonesborough verloor. Wheeler sloot zich begin oktober aan bij Hood toen de Zuidelijken Atlanta hadden opgegeven.
Toen Hood Sherman wou weglokken van Atlanta door Tennessee in te trekken tijdens de Franklin-Nashvilleveldtocht, bleef Wheeler achter. Sherman liet Hood zijn gang gaan en vertrok op zijn eigen plundertocht richting Savannah. Wheelers cavalerie was enige Zuidelijke strijdmacht die in staat was om weerstand te bieden aan Sherman. Toch kon zijn speldenprikken de burgers van Georgia niet helpen. Ook de slechte discipline in zijn eigen rangen vormde een bron van frustatie. Robert Toombs zie hierover:"Ik hoop dat Wheeler nooit terugkomt in Georgia." Generaal-majoor D. H. Hill schreef dat "volledig Georgia bittere gevoelens koesterde ten opzicht van Wheelers cavalerie."
Ook in 1865 probeerde Wheeler Sherman stokken in de wielen te steken in North en South Carolina. Hij versloeg de Noordelijke cavalerie onder leiding van brigadegeneraal Judson Kilpatrick op 11 februari bij Aiken maar werd daarna vervangen als bevelhebber van de cavalerie door luitenant-generaal Wade Hampton III. Ze vochten samen vochten tijdens de Slag bij Bentonville op 19 en 20 maart. Na de overgave van het Army of Northern Virginia door generaal Robert E. Lee begin april en de ineenstorting van de Geconfedereerde Staten van Amerika probeerde hij de vluchtende Zuidelijke president Jefferson Davis te begeleiden. Wheeler werd echer gevangen genomen bij Conyer's Station ten Oosten van Atlanta toen hij het Trans-Mississippi Departement probeerde te bereiken die nog onder Zuidelijke controle stond. Wheeler werd eerst naar Fort Monroe gebracht en daarna opgesloten in Fort Delaware. Hij werd op 8 juni 1865 vrijgelaten.

## Latere jaren

### Lid van het Amerikaanse huis van afgevaardigden

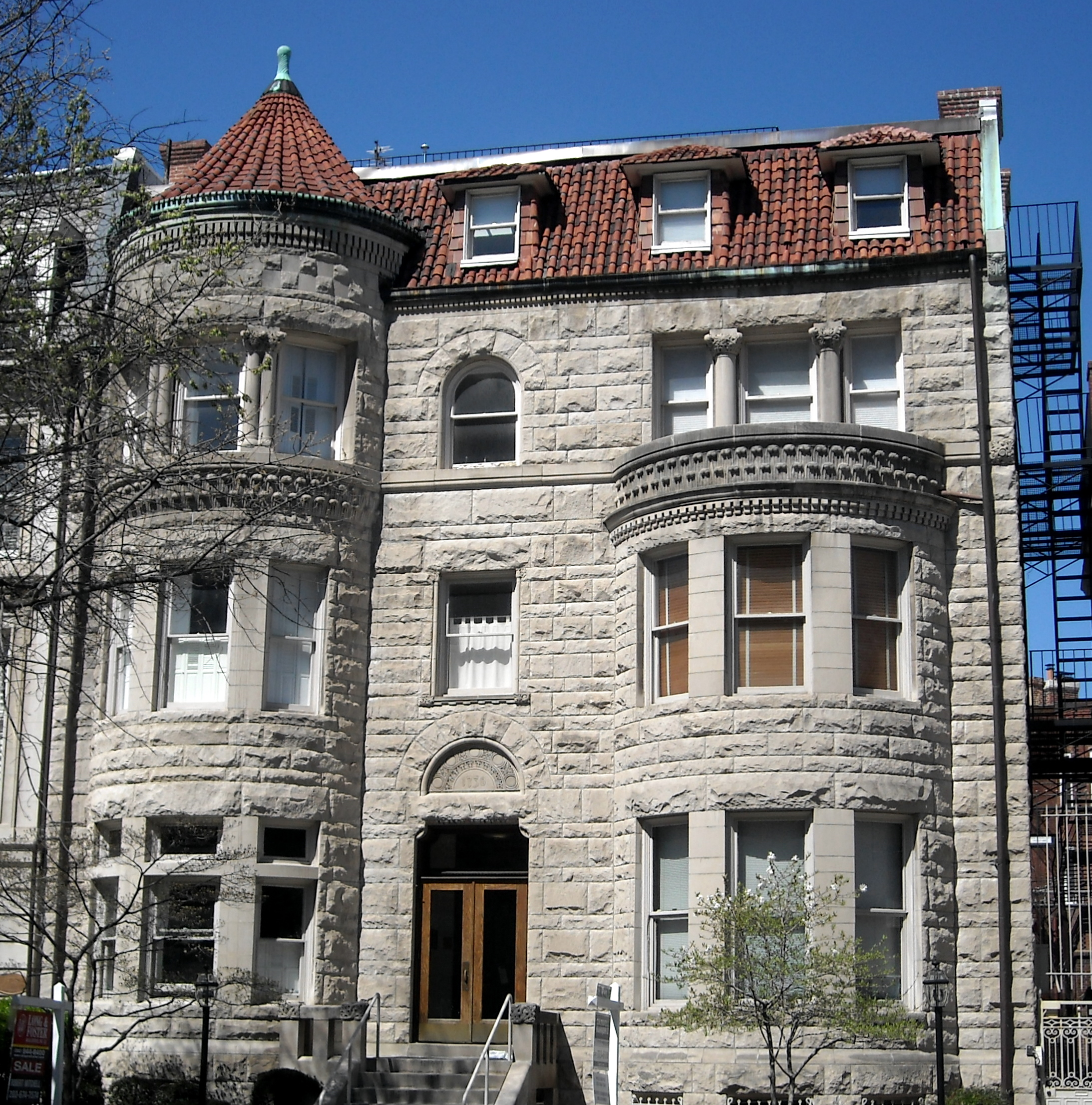
Wheelers voormalige woning in Washington D.C.

Na de oorlog vestigde Wheeler zich in Courtland, Alabama en werd er advocaat en eigenaar van Pond Spring, een plantage.
In 1880 werd Wheeler verkozen voor de Democratische Partij in het Huis van Afgevaardigden. Zijn tegenstander, William M. Lowe vocht dit resultaat aan. Na een gerechtsprocedure van bijna een jaar werd Lowe toch nog als winnaar aangeduid. Hij nam zijn zetel in vanaf 3 juni 1882. Vier maand later overleed hij echter aan de gevolgen van tuberculose. Wheeler nam zijn plaats in voor de resterende weken van de termijn.
Wheeler steunde in 1882 de verkiezing van Luke Pryor, maar kwam zelf niet op. In 1884 werd hij wel verkozen en zou tot zevenmaal toe herverkozen worden tot hij in 1900 ontslag nam. Tijdens zijn ambtstermijn probeerde hij de breuk tussen de Noordelijke en Zuidelijke Staten te helen door voornamelijk in te zetten op economisch herstel. In 1884 steunde Wheeler de kandidatuur van Grover Cleveland als presidentskandidaat voor de Democratische Partij. Hij was ook een sterk voorstander van een sterke band tussen de Verenigde Staten van Amerika en het Britse Rijk.

### De Spaans-Amerikaanse oorlog

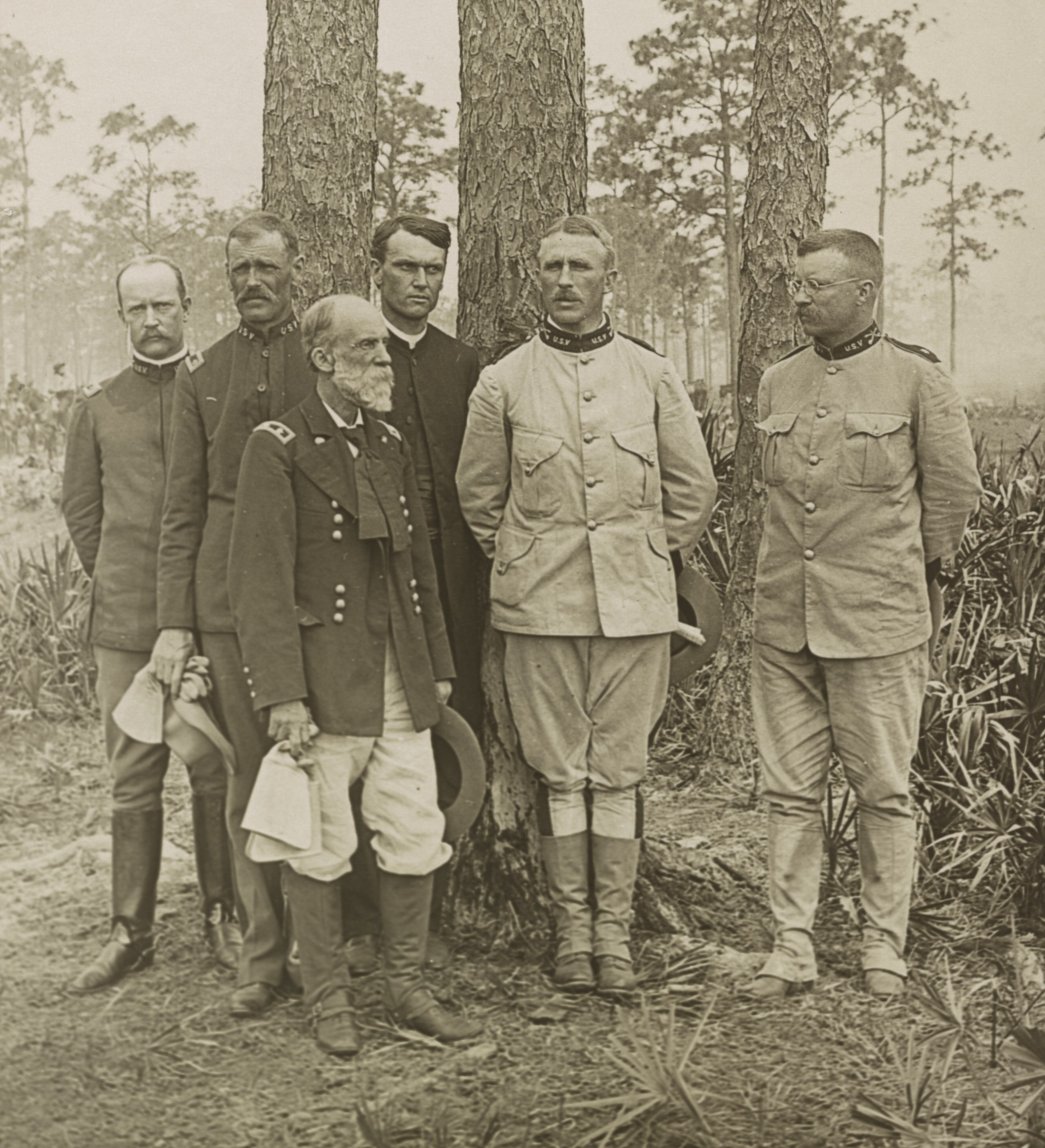
De stafofficieren van het 1st US Volunteer Regiment, bijgenaamd de "Rough Riders" in Tampa – Luitenant-kolonel Roosevelt staat rechts, naast hem staat Leonard Wood en daarnaast Joseph Wheeler (met baard). Uiterst links staat generaal-majoor George Dunn met naast hem majoor Alexander Oswald Brodie.

In 1898 gaf Wheeler zich op als vrijwilliger om dienst te doen in de Spaans-Amerikaanse Oorlog. Hij werd door president William McKinley benoemd tot generaal-majoor bij de vrijwilligers. Hij kreeg het bevel over een cavaleriedivisie, waar ook de Rough Riders deel van uitmaakten, en was de onderbevelhebber van het Fifth Army Corps. Bij aankomst in Cuba kreeg hij verschillende verkenningsopdrachten van generaal William Rufus Shafter. Wheeler mocht geen contact maken met de vijand tot de volledige Amerikaanse strijdmacht aan land was gegaan.
Op 24 juni naderden zijn cavaleristen Las Guasimas de Sevilla. Uit rapporten bleek dat dat er een Spaanse artilleriebatterij stond opgesteld. Dit werd echter tegen gesproken door zijn Cubaanse verkenners die stellig waren dat de vijand zich klaar maakte om de stelling te verlaten. Wheeler liet Cubaanse versterkingen aanrukken om de Spaanse stelling aan te  vallen, maar hun bevelhebber kolonel Gonzales Clavel weigerde hier aan gehoor te geven. Wheeler liet de aanval toch uitvoeren. De brigade van kolonel Young leidde de aanval in wat later de Slag bij Las Guasimas zou genoemd worden. In zijn enthousiasme zou Wheeler: "Aanvallen, jongens! We verjagen de Yankees opnieuw!" Zijn soldaten vielen frontaal aan terwijl ze ook de rechterflank benaderden. Deze aanval werd echter afgeslagen. Tijdens een pauze voerde beide opponenten versterkingen aan. Ook een tweede Amerikaanse aanval mislukte. Daarna trokken de Spanjaarden zich terug zoals gepland. Er vielen 17 doden en 52 gewonden aan Amerikaanse zijde en 7 doden en 7 gewonden aan Spaanse zijde.
Wheeler werd ziek en gaf het commando over aan brigadegeneraal Samuel S. Sumner. Toen in juli de Slag bij San Juan Hill begon, was hij nog altijd niet hersteld. Maar toen hij het kanonvuur hoorde, repte hij zich naar het front. Toen hij de situatie overzag, was hij vastberaden om de Amerikaanse stellingen te behouden. Hij voerde zijn divisie aan tijdens het Beleg van Santiago en maakte deel uit van de commissie voor vrede. Kort na zijn terugkeer verdronk Wheelers jongste zoon na een zwempartij in de oceaan. Wheeler kreeg het bevel over revalidatiekamp in Montauk Point.

### Filipijns-Amerikaanse Oorlog
In augustus 1899 kwam Wheeler aan in de Filipijnen om deel te nemen aan de oorlog. Hij voerde de eerste brigade aan die deel uitmaakte van de second division van generaal-majoor Arthur MacArthur jr.. Wheeler kreeg een commissie als brigadegeneraal in het United States Army op 16 juni 1900. Na de oorlog  kreeg hij het commando over het  Department of the Lakes tot aan zijn pensioen op 10 1900. Hij vestigde zich in New York.

## Laatste levensjaren

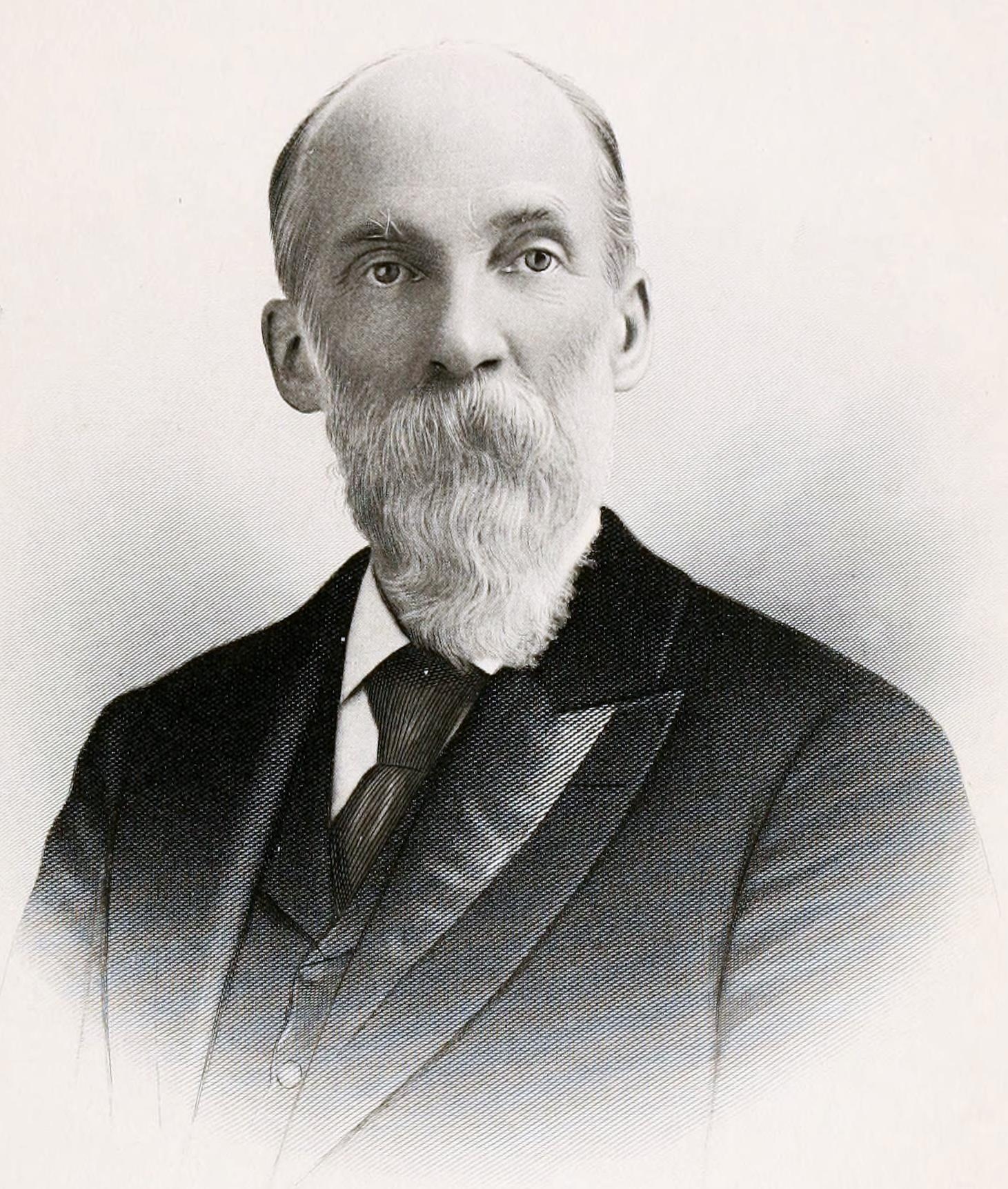
Wheeler in de herfst van zijn leven

Wheeler schreef verschillende boeken over militaire geschiedenis en strategie. Een eerste boek, A Revised System of Cavalry Tactics, for the Use of the Cavalry and Mounted Infantry, C.S.A., verscheen als tijdens de Amerikaanse Burgeroorlog in 1863 en werd veelvuldig gebruikt in het Confederate States Army. Zijn andere boeken gaan over: Fitz-John Porter (1883), The Santiago Campaign (1898), Confederate Military History: Alabama (1899) en Report on the Island of Guam (1900). Hij was ook mede-auteur van verschillende boeken waaronder The New America and the Far East: A Picturesque and Historic Description of These Lands and Peoples die postuum werd uitgebracht in 1907. Hij verscheen ook in een van de eerste fims die uitgebracht werd in 1898 met de titel Surrender of General Toral.
Toen Wheeler in 1902 de festiviteiten bijwoonde voor het eeuwfeest van de militaire academie in West Point kwam hij zijn oude Zuidelijke collega’s James Longstreet en Edward Porter Alexander tegen. Wheeler droeg zijn meest recente gala-uniform als brigadegeneraal in het U.S. Army. Longstreet herkende hem, begroette hem en zei: "Joe, Ik hoop dat de almachtige Heer mij tot hem roept voor hij jou roept, want ik wil Jubal Early je horen vervloeken aan de poorten van de hel als hij jou in dit blauwe uniform ziet. " (Longstreet zou inderdaad voor Wheeler overlijden. Hij stierf in januari 1904.) Wheeler was ook lid van de Sons of the American Revolution en de  Society of Colonial Wars. Na een langdurige ziekte oveleed hij op 25 januari 1906 in Brooklyn. Als een van de weinige Zuidelijke generaals werd hij begraven op Arlington National Cemetery.

## Nalatenschap

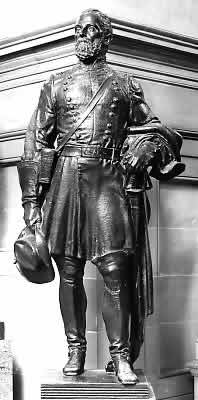
National Statuary Hall Collection standbeeld van Wheeler

In 1925 schonk de staat Alabama een bronzen standbeeld van Wheeler aan het National Statuary Hall Collection in het Capitool in Washington D.C.. In Alabama werden verschillende locaties naar hem vernoemd zoals Joe Wheeler State Park, Wheeler Lake and Dam en het Wheeler National Wildlife Refuge. In Georgia werd de Joseph Wheeler High School in Marietta, Wheeler County en Camp Wheeler naar hem vernoemd. Tijdens de Tweede Wereldoorlog droeg een Libertyschip zijn naam.